# Црква Свете Тројице (Приједор)
Црква Свете Тројице је српска православна црква која се налази у Приједору, Република Српска, Босна и Херцеговина. 
У великом пожару који се догодио 1882. год. изгорио је већи дио града као и црква брвнара која се налазила на мјесту гдје се данас налази Црква Свете Тројице. Након тога обнављани су сви важнији објекти као и Црква Свете Тројице која је након пожара први пут освјештана 1. септембра 1891. године. Старешина цркве од 1978—2020 био је протојереј ставрофор Ранко Малетић.